# Državna cesta D3
D3 je državna cesta u Hrvatskoj. Ukupna duljina iznosi 218,4 km.